# Св. св. Константин и Елена (Мокрино)
„Св. св. Константин и Елена“ (на македонска литературна норма: „Св. св. Константин и Елена“) е възрожденска православна църква в струмишкото село Мокрино, Северна Македония. Част е от Струмишката епархия на Македонската православна църква – Охридска архиепископия.

## История
Храмът е изграден в 1876 година с помощта на Струмишката митрополия на Вселенската патриаршия.

## Архитектура
Храмът е трикорабна псевдобазилика с равен дървен таван на трите кораба. Таванът е касетиран. Дървеният профил, с който са оформени касетите, е бил боядисан автентично в бордо, а самите полета последователно в охра и синьо; в центъра им е нарисувана бяла осемлъчева звезда. На равния таван на централния кораб в кръгъл медальон е изписано допоясно изображение на Иисус Христос Вседържител, което обикновено се изписва в купола. Медальоните в централния кораб са допълнени от радиално подредени позлатени дървени пръчки, резбовани, групирани в снопове по три, които създават триизмерен ефект, подчертан чрез контраста на златните им отблясъци на тъмния фон.
Прозорците са с полукръгли арки (окулуси).

## Иконопис
Изписана е от зограф от Мелник.